# Ceremonials
Albums de Florence and the Machine
Lungs
(3 juillet 2009) How Big, How Blue, How Beautiful
(1er juin 2015)
Ceremonials est le deuxième album du groupe de rock indépendant anglais Florence and the Machine, sorti en 2011.

## Accueil

### Critique
La critique de James Christopher Monger d'AllMusic est très positive, avec une note de 4,5 sur 5.

## Titres
1. Only If for a Night (Florence Welch, Epworth) - 4:58
2. Shake It Out (Welch, Epworth) - 4:37
3. What the Water Gave Me (Welch, Francis White) - 5:33
4. Never Let Me Go (Welch, Epworth) - 4:31
5. Breaking Down (Welch) - 3:49
6. Lover to Lover (Welch) - 4:02
7. No Light, No Light (Welch, Isabella Summers) - 4:34
8. Seven Devils (Welch, Epworth) - 5:03
9. Heartlines (Welch, Epworth) - 5:01
10. Spectrum (Welch, Epworth) - 5:11
11. All This and Heaven Too (Welch, Summers) - 4:05
12. Leave My Body (Welch, Epworth) - 4:34

## Musiciens
Florence and The Machine
- Florence Welch - chant
- Rob Ackroyd - guitare
- Christopher Lloyd Hayden - battereie, percussions, chant
- Isabella Summers - célesta, chœur, piano, synthétiseur
- Tom Monger - guitare basse, harpe
- Mark Saunders - basse, guitare, percussions, chant

Autres musiciens
- Rob Ackroyd - guitare
- Sian Alice _ chant
- Max Baillie - viole
- Rusty Bradshaw - Hammond B3, claviers
- Ian Burdge - violoncelle
- Gillon Cameron - violon
- Paul Epworth - orgue
- Richard George - violon
- Sally Herbert - arrangements violon, violon
- Rick Koster - violon
- Oli Langford - violon
- Lisa Moorish - chant
- Jack Peñate - chant
- Lucy Shaw - contrebasse
- Nikolaj Torplarsen - piano
- Jesse Ware - chant
- Warren Zielinski - violon

### Certifications
| Pays     | Organisme | Certification | Vente  |
| -------- | --------- | ------------- | ------ |
| Belgique | BEA       | Or            | 15 000 |